# Mont de l'Etoile
Mont de l'Etoile är en bergstopp i Schweiz.   Den ligger i distriktet Hérens och kantonen Valais, i den södra delen av landet, 100 km söder om huvudstaden Bern. Toppen på Mont de l'Etoile är 3 370 meter över havet, eller 114 meter över den omgivande terrängen. Bredden vid basen är 0,87 km.
Terrängen runt Mont de l'Etoile är huvudsakligen bergig, men västerut är den kuperad. Närmaste större samhälle är Sion, 18,6 km norr om Mont de l'Etoile. 
Trakten runt Mont de l'Etoile består i huvudsak av gräsmarker. Runt Mont de l'Etoile är det glesbefolkat, med 10 invånare per kvadratkilometer.